# Trädnäktergalar
Trädnäktergalar (Cercotrichas) är ett släkte i familjen flugsnappare inom ordningen tättingar. Släktet omfattar numera vanligen tio arter som förekommer framför allt i Afrika söder om Sahara, med en art även på Arabiska halvön och en i Europa österut till Centralasien:
- Karrooträdnäktergal (C. coryphoeus)
- Skogsträdnäktergal (C. leucosticta)
- Kanelträdnäktergal (C. quadrivirgata)
- Miomboträdnäktergal (C. barbata)
- Svart trädnäktergal (C. podobe)
- Trädnäktergal (C. galactotes)
- Kalahariträdnäktergal (C. paena)
- Savannträdnäktergal (C. hartlaubi)
- Vitbrynad trädnäktergal (C. leucophrys)
- Natalträdnäktergal (C. signata)

Tidigare fördes alla arter utom svart trädnäktergal till släktet Erythropygia, men alla förs numera vanligen till Cercotrichas. Resultat från DNA-studier pekar dock på att släktet ändå är parafyletiskt gentemot shamorna. Vissa urskiljer därför de fyra första arterna i ett eget släkte, Tychaedon.